# FK Zvijezda 09
FK Zvijezda 09 ist ein Fußballverein aus Dvorovi in der Gemeinde Bijeljina in Bosnien und Herzegowina. Der Verein spielt zurzeit in der Prva Liga RS, der zweithöchsten Fußball-Liga Bosnien und Herzegowinas.

## Geschichte
FK Zvijezda 09 wurde im Jahr 2009 gegründet. Ursprünglich wurde der Verein, unter dem Namen FK Zvijezda Brgule im Dorf Brgule bei Vareš gegründet wo er bis zum Zerfall Jugoslawiens bestand. Dort bestritt Zvijezda 09 seine Spiele in den unterklassigen Ligen der Opštinska Liga Ilijaš und der Opštinska Liga Visoko.
In der Saison 2017/18 gewann die Mannschaft die Prva Liga RS und stieg somit erstmals in die erstklassige Premijer Liga auf. In der Saison 2019/20 stieg man als Tabellenletzter ab.  Seit der Saison 2023/24 ist der Verein wieder erstklassig und spielt in der Premijer Liga.